# Tentorina sigmatophora
Tentorina sigmatophora är en svampdjursart som beskrevs av Burton 1959. Tentorina sigmatophora ingår i släktet Tentorina och familjen Spirasigmidae.
Artens utbredningsområde är havet kring Maldiverna. Inga underarter finns listade i Catalogue of Life.